# جورجي مانو
جورجي مانو (بالرومانية: Gheorghe Manu) هو رجل دولة وسياسي روماني، ولد في 26 يوليو 1833 في بوخارست في رومانيا، وتوفي بنفس المكان في 16 مايو 1911. حزبياً، نشط في Conservative Party (Romania, 1880–1918) ‏. وقد انتخب عضو مجلس النواب في رومانيا وانتخب عضو مجلس شيوخ رومانيا ‏ وانتخب قائمة رؤساء وزراء رومانيا.